# Deudorix flemingi
Deudorix flemingi är en fjärilsart som beskrevs av John Nevill Eliot. Deudorix flemingi ingår i släktet Deudorix och familjen juvelvingar. Inga underarter finns listade i Catalogue of Life.